# ヴロツワフ市立競技場
ヴロツワフ市立競技場（波: Stadion Miejski w Wrocławiu）は、ポーランドのヴロツワフにあるサッカー専用スタジアムである。シロンスク・ヴロツワフがホームスタジアムとして使用している。

## 概要
ユーロ2012ではグループリーグ・A組の3試合が行われた。
また、2012年10月16日にはこの会場でサッカー日本代表対サッカーブラジル代表の試合が開催された。
2021年11月25日、ポーランドの食品加工会社であるTarczyński社がスタジアムの命名権を6年契約で取得し、タルチニスキ・アレナ (Tarczyński Arena)と命名された。

## 開催された主な大会
- UEFA EURO 2012

| 日付          | ホームチーム | 結果 | アウェーチーム | ラウンド  |
| ------------- | ------------ | ---- | -------------- | --------- |
| 2012年6月8日  | チェコ       | 1-4  | ロシア         | グループA |
| 2012年6月12日 | チェコ       | 2-1  | ギリシャ       | グループA |
| 2012年6月16日 | ポーランド   | 0-1  | チェコ         | グループA |

## ギャラリー

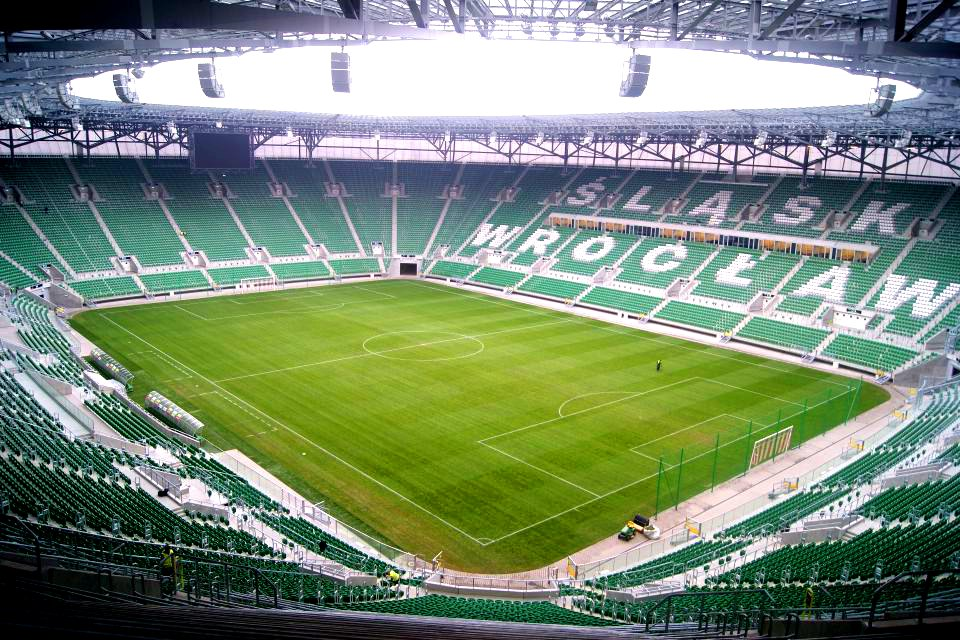
2011年の内観
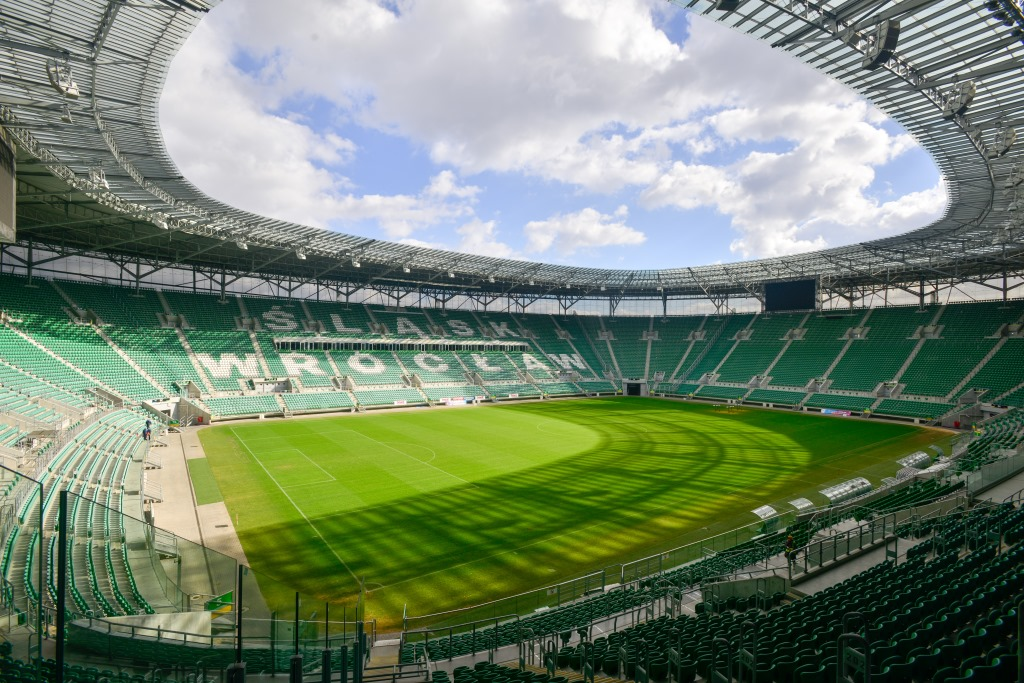
2015年の内観
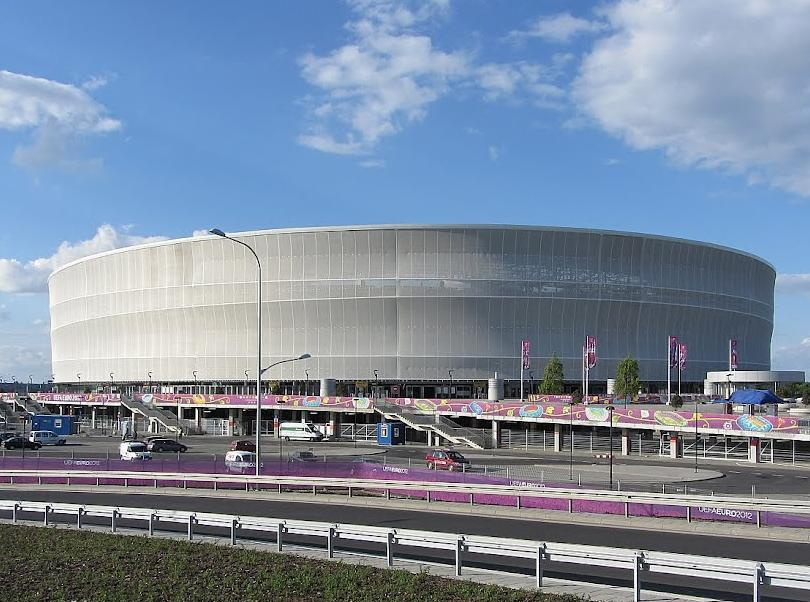
2013年の外観
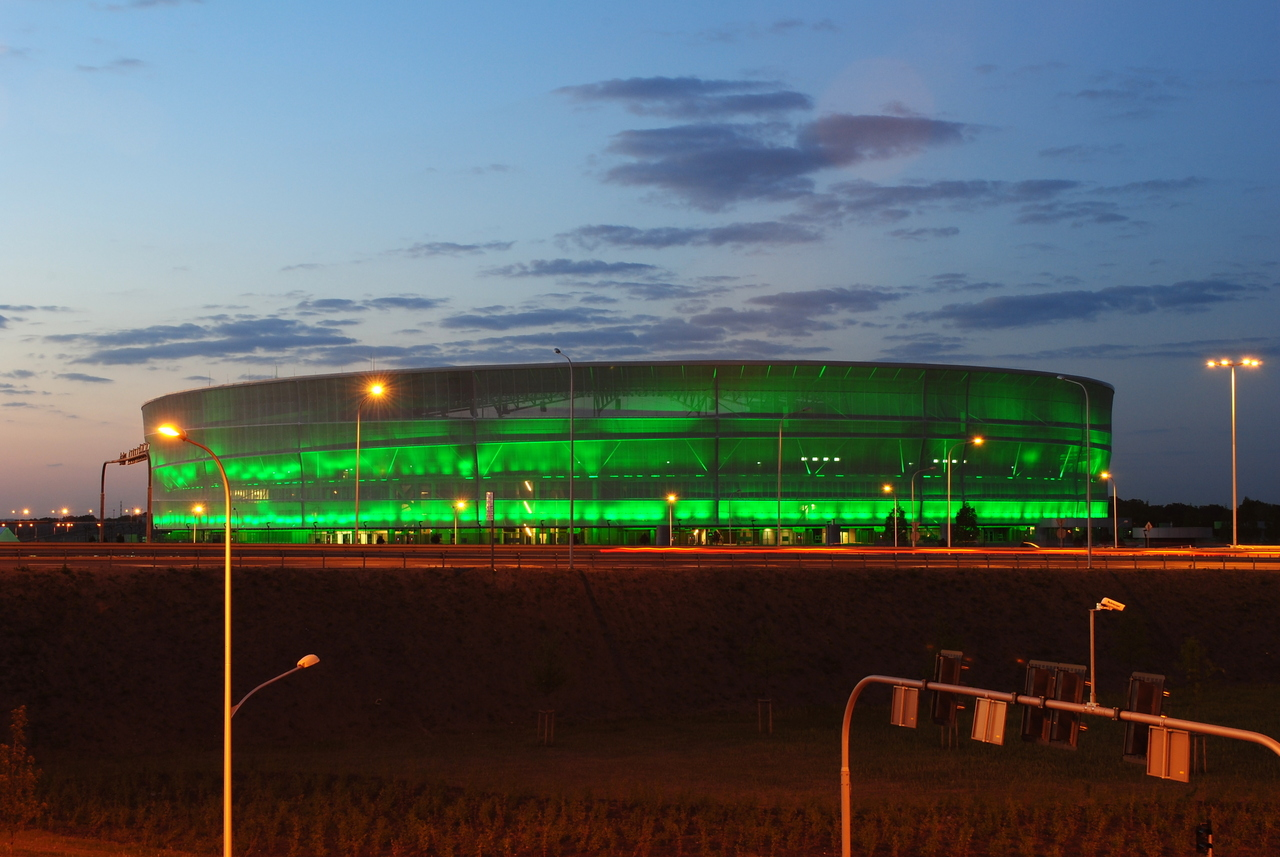
夜の外観 (2012年)